# شکربوته زین‌دار
شکربوته زین‌دار (نام علمی: Protea comptonii) نام یک گونه از سرده شکربوته‌ها است.